# Syllepte lucidalis
Syllepte lucidalis là một loài bướm đêm trong họ Crambidae.